# جوناثان ونايت
جوناثان ونايت (بالإنجليزية: Jonathan Knight) هو مهندس مدني ومهندس وسياسي أمريكي، ولد في 22 نوفمبر 1787 في مقاطعة باكز في الولايات المتحدة، وتوفي في 22 نوفمبر 1858. انتخب عضو مجلس نواب بنسيلفانيا وانتخب عضو مجلس النواب الأمريكي.